# Joanna Sułkowska
Joanna Ida Sułkowska – polska fizyk i chemik, doktor habilitowana nauk chemicznych, adiunkt na Wydziale Chemii Uniwersytetu Warszawskiego oraz w Centrum Nowych Technologii tej uczelni. Specjalizuje się w biofizyce białek oraz biofizyce molekularnej i teoretycznej. 

## Życiorys
Studia z fizyki ukończyła na Uniwersytecie Warszawskim w 2003. Stopień doktorski uzyskała w 2007 w Instytucie Fizyki PAN na podstawie pracy pt. Stretching and folding proteins in coarse grained models, przygotowanej pod kierunkiem prof. Marka Cieplaka. Po doktoracie pracowała w Instytucie Fizyki PAN jako adiunkt (2008–2010). Staż podoktorski odbyła w Center for Theoretical Biological Physics Uniwersytetu Kalifornijskiego w San Diego (2008–2012). W latach 2012–2013 pracowała, jako profesor wizytujący, na Uniwersytecie Rice’a (w Houston) oraz Uniwersytecie Kalifornijskim w San Diego. W 2013 została zatrudniona na macierzystym Uniwersytecie Warszawskim  na stanowisku adiunkta. W 2014 została tu szefem grupy badawczej Interdisciplinary Laboratory of Biological Systems Modelling. Habilitowała się w 2016 na Wydziale Chemii Uniwersytetu Warszawskiego, na podstawie oceny dorobku naukowego i rozprawy pt. Klasyfikacja i krajobraz energetyczny zapętlonych białek: węzły, slipknoty oraz lassa. Stypendystka programu Fulbrighta. 
Publikowała w „Nucleic Acids Research”, „Journal of Physics: Condensed Matter”, „Biochemical Society Transactions", „PLoS One”, „Journal of Physical Chemistry Letters”.
Za pracę naukową była wielokrotnie nagradzana. W 2017 znalazła się na liście International Rising Talents Fundacji L'Oréal i UNESCO w gronie 15 najbardziej obiecujących młodych badaczek z całego świata. W tym samym roku otrzymała grant Young Investigator Programme, przyznawany przez Europejską Organizację Biologii Molekularnej (EMBO) na analizę białkowych zapętleń.